# Боржавський замок
Борж́авський з́амок — одна з найдавніших фортифікаційних споруд Закарпаття, руїни якої розташовані в селі Вари Берегівського району Закарпатської області. Ймовірно, був побудований на місці Борж́авського городища IX ст. Центр хорватського Боржавського князівства.

## Історія
У 9-му ст. землі в районі нинішнього села Вари перебували під контролем Болгарського царства, про що пише угорський літописець Анонім. Городище тоді називалося «castrum borsoa», тобто «Фортеця Боршо», або «Фортеця Боржава». Деякі сучасні історики ставлять під сумнів це повідомлення Аноніма. 
У 903 році (за іншими даними — в 896 р.) за повідомленнями того ж Аноніма, Боржавське городище було взято в облогу кочівниками-уграми та після 3-денної облоги захоплено. Хроніка про ці події оповідає так:
|  | У 903 році після Різдва Христового, вождь Арпад, пославши свої війська, весь край, який лежить між Тисою і Бодрогом, аж до Угочі собі підпорядкував і фортецею Боржоа оточив, а на третій день приступом узяв, стіни зруйнував, а воїнів Салана в кайданах повів до фортеці Гунг. |

В 11—12 ст. угорські королі відновлюють форпост на Тисі, на місці зруйнованого городища. Побудовані оборонні королівські споруди з каменю відігравали роль прикордонного укріплення. 
1214 року в цій місцевості створено комітат (жупу) Боршоа, центром якого був Боржавський замок. 
Вважається, що замок знищено 1241 року Батиєм. Перша достовірна письмова згадка про замок датується 1320 роком. 
Після руйнування замку його руїни використовувалися місцевим населенням як будівельний матеріал. З усіх будівель замку у відносно непоганому стані деякий час перебувала одна з башт укріплень, яка продовжувала використовуватися місцевим населенням як каплиця. У 1657 році під час війни Трансільванії з Річчю Посполитою польські війська напали на село Вари і частково його знищили. Каплиця в башті замку теж була зруйнована. 
У 1964 році археологами виконано обстеження замчища, під час якого з'ясувалося, що рови укріплення були викладені обпаленою глиною і датовані 10—11 ст. Пізніше (2005—2006 рр.) це підтвердили у своїх дослідженнях співробітники Інституту карпатознавства Ужгородського Національного університету.

## Розташування і план замку
Залишки Боржавського замку розташовані в декількох сотнях метрів від угорського кордону, на південній околиці села Вари, в трикутнику, утвореному в місці злиття річки Боржави з Тисою. Нове русло Боржави огинає городище із заходу, частково проходить по його території. Старе русло Боржави огинало територію городища з іншого боку, зі сходу. Городище замку виникло на правому березі річки Боржави, а потім, внаслідок появи нового русла, опинилось на лівому річковому березі. Розташування поселення в клині, утвореному руслами двох річок, було добрим природним захистом. З півночі, сходу та півдня доступ до городища утруднювали води річок, а з заходу і північного сходу поселення захищали болота. 
Укріплення городища охоплювали трикутний майданчик розміром 120х110 м і були представлені ровом, валом і, ймовірно, дерев'яними укріпленнями у верхній частині валу.

### Монографії
- Deschmann Alajos: Kárpátalja műemlékei. Bp. 1990. 122.
- Győrffy György: Az Árpád-kori Magyarország történeti földrajza. I. Bp. 1963. 520-523, 535.
- Lehoczky Tivadar: Bereg vármegye. Budapest-Beregszász. 1996. 677.

### Статті
- Войтович, Л. Карпатські хорвати в етнополітичному розвитку Центрально-Східної Європи раннього середньовіччя // Україна в Центрально-Східній Європі, №4, 2004, С. 107—125.
- Войтович, Л. Прикарпаття в другій половині І тисячоліття н. е.: найдавніші князівства // Вісник Львівського університету. Серія історична. Вип.45. Львів, 2010, С.13—54.  [Архівовано 10 липня 2019 у Wayback Machine.]
- Прохненко, І.А. Боржавське городище [Архівовано 23 січня 2022 у Wayback Machine.] // Carpatika-Карпатика. Ужгород: Говерла, 2006. Вип.34 (Давня та середньовічна історія Карпато-Дунайского ареалу). С. 186-200.